# Jakub Smolík country
Jakub Smolík country (s podtitulem - Až se ti jednou bude zdát) je studiové album Jakuba Smolíka, které vyšlo v roce 1994 jako MC a CD.

## Seznam skladeb
1. "Trochu rumu v láhvi" (Michal David / Vladimír Poštulka) - 2:32
2. "Tvým snům" (Gibson / František Kasl) - 2:27
3. "16 růží" (Jakub Smolík, Trnka / Zdeněk Borovec) - 1:56
4. "Asi je čas - " (Kenny Rogers / Jakub Smolík, František Kasl) 3:10
5. "Hvězda k zemi padá" (František Kasl / František Kasl) - 4:05
6. "Až se ti jednou bude zdát" Jakub Smolík / Jakub Smolík, Václav Hons) - 3:16
7. "Možná mě hledáš" (Michal David / Vladimír Poštulka) - 2:40
8. "Dětský oči" (Petr Novák / Ivo Plicka) - 4:15
9. "Snad jsem to já - " (Kris Kristofferson / Jakub Smolík) - 3:21
10. "Tobě" (Smolík / Smolík, Hrázská) - 3:10
11. "Koženej klobouk" (Michal David / Vladimír Poštulka) - 3:10